# Прапор Зачепилівського району
Пра́пор Зачепи́лівського райо́ну — один із символів Зачепилівського району.

## Опис
Прапор району являє собою прямокутне полотнище зеленого та малинового кольорів із зображенням герба району на зеленій стороні. Співвідношення ширини до довжини прапора — 2:3. Зелена смуга становить 1/3 довжини прапора. Прапор району двосторонній.
Малиновий колір символізує приналежність району до Харківської області та те, що Зачепилівку було засновано, за легендою, запорозьким козаком.
Зелений колір уособлює надію, радість та достаток.